# Fighter (пісня Талі)
«Fighter» (укр. Боєць) — пісня люксембурзької співачки Талі Голергант, з якою вона представляла Люксембург на Пісенному конкурсі Євробачення 2024 в Мальме, Швеція після перемоги на національному відборі Luxembourg Song Contest 2024. Це перша заявка Люксембургу на конкурсі після 30 років перерви та останньої участі на Євробаченні в 1993 році.

## Про пісню
Композицію «Fighter» створили Ана Ціммер, Даріо Фаїні та Манон Роміті, а слова — Ціммер, Роміті та Сільвіо Лісбонн. В інтерв'ю Голергант заявляла, що пісня розповідає про те, як усі люди страждають і як витримують страждання, зокрема співачка наводить приклад свого життя в Нью-Йорку та того, як «переживає стільки відторгнень» у музичній індустрії.
За словами Голергант, улітку 2023 року її сповістили про національний фінал і переконали взяти участь у відборі після того, як особисті друзі надіслали їй інформацію про конкурс. Талі офіційно оголосили учасницею Luxembourg Song Contest 2024 11 грудня, а прем'єра пісні «Fighter» відбудеться 9 січня 2024 року. Через два місяці після перемоги співачки на національному відборі, вона розповіла, що пісня буде перероблена напередодні Євробачення 2024, а нова версія буде записана в Парижі. Оновлена версія «Fighter» вийшла 29 березня.

## Пісенний конкурс Євробачення 2024

### Luxembourg Song Contest
12 травня 2023 року люксембурзька телекомпанія RTL офіційно оголосила про свій намір взяти участь у Пісенному конкурсі Євробачення 2024, що стало першою заявкою країни на конкурсі за 31 рік з часу останньої участі Люксембургу. RTL організував фінал Luxembourg Song Contest з восьми учасників, щоб обрати свого представника у 2024 році. Фінал відбувся 27 січня 2024 року та складався з двох раундів, де використовувалися 50/50 голоси журі та телеглядачів. Троє найкращих у фіналі переходили до суперфіналу.
11 грудня 2023 року Голергант офіційно оголосили учасницею Luxembourg Song Contest 2024, а пісня "Fighter" вийшла 9 січня. Пісня була відібрана для виконання останньою з восьми заявок та закривала етап фіналу національного відбору. У номері для «Fighter» Голергант виступала в чорній шкіряній сукні в оточенні танцівників. Після проходження до суперфіналу пісня здобула в ньому 94 бали від журі та 84 бали за результатами телеголосування, загалом набравши 178 балів у суперфіналі. У підсумку Голергант отримала право представляти Люксембург на Пісенному конкурсі Євробачення 2024 з піснею «Fighter».

### На Євробаченні
Пісенний конкурс Євробачення 2024 відбувся на Мальме-Арені в Мальме, Швеція, і складався з двох півфіналів, які пройшли 7 і 9 травня відповідно, і фіналу 11 травня 2024 року. Під час жеребкування 30 січня 2024 року Люксембург потрапив до другої половини першого півфіналу шоу.

У півфіналі Талі виступила під п'ятнадцятим порядковим номером – закривала його, і кваліфікувалася до фіналу з 5 місця, здобувши 117 балів від глядачів. У фіналі Євробачення пісня «Fighter» посіла 13 місце зі 103 балами, з яких 83 від журі (11 місце) й 20 від глядачів (17 місце). Від журі й глядачів Ізраїлю Люксембург здобув комбінацію 24 балів.

Фрагменти виступу на Євробаченні 2024
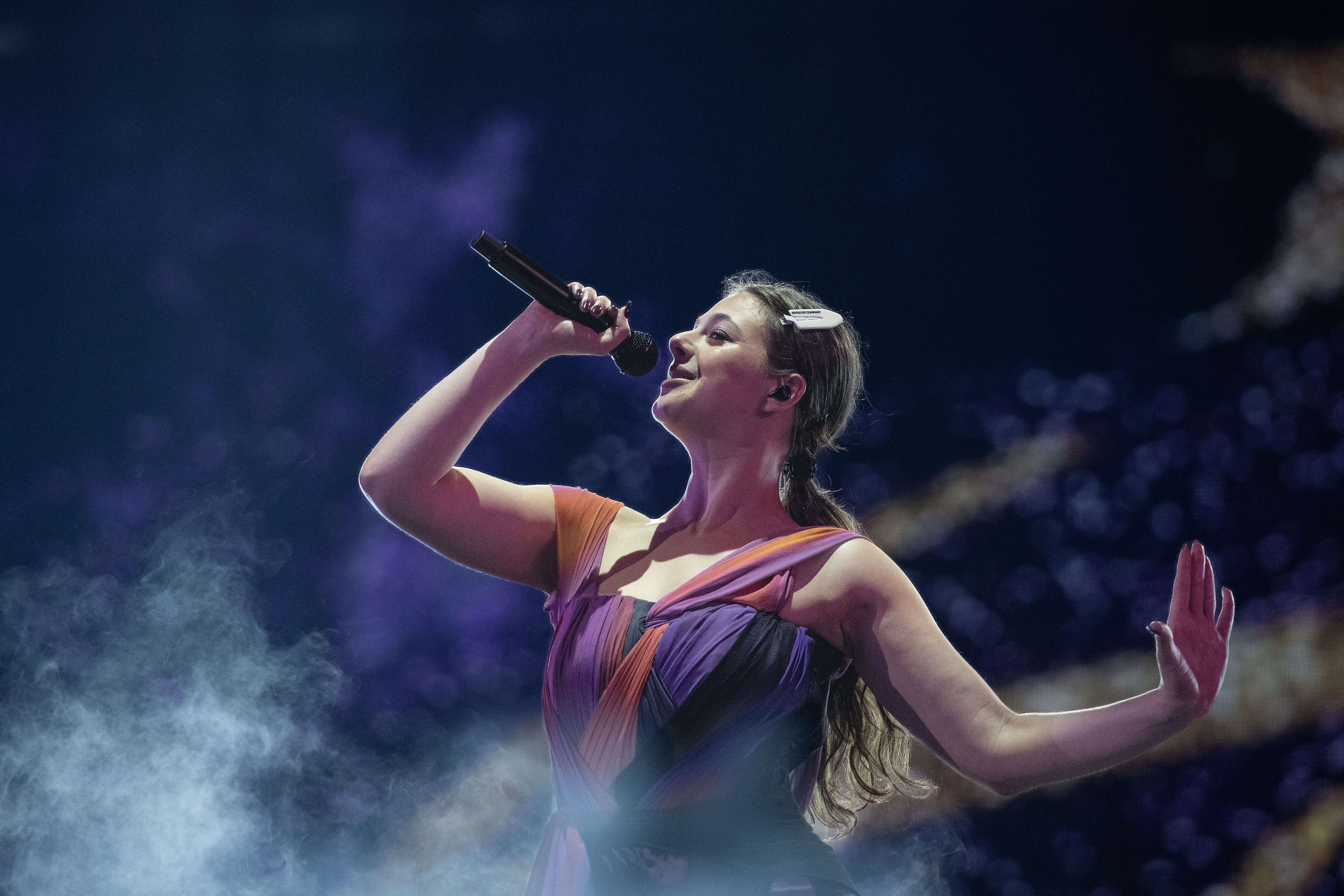
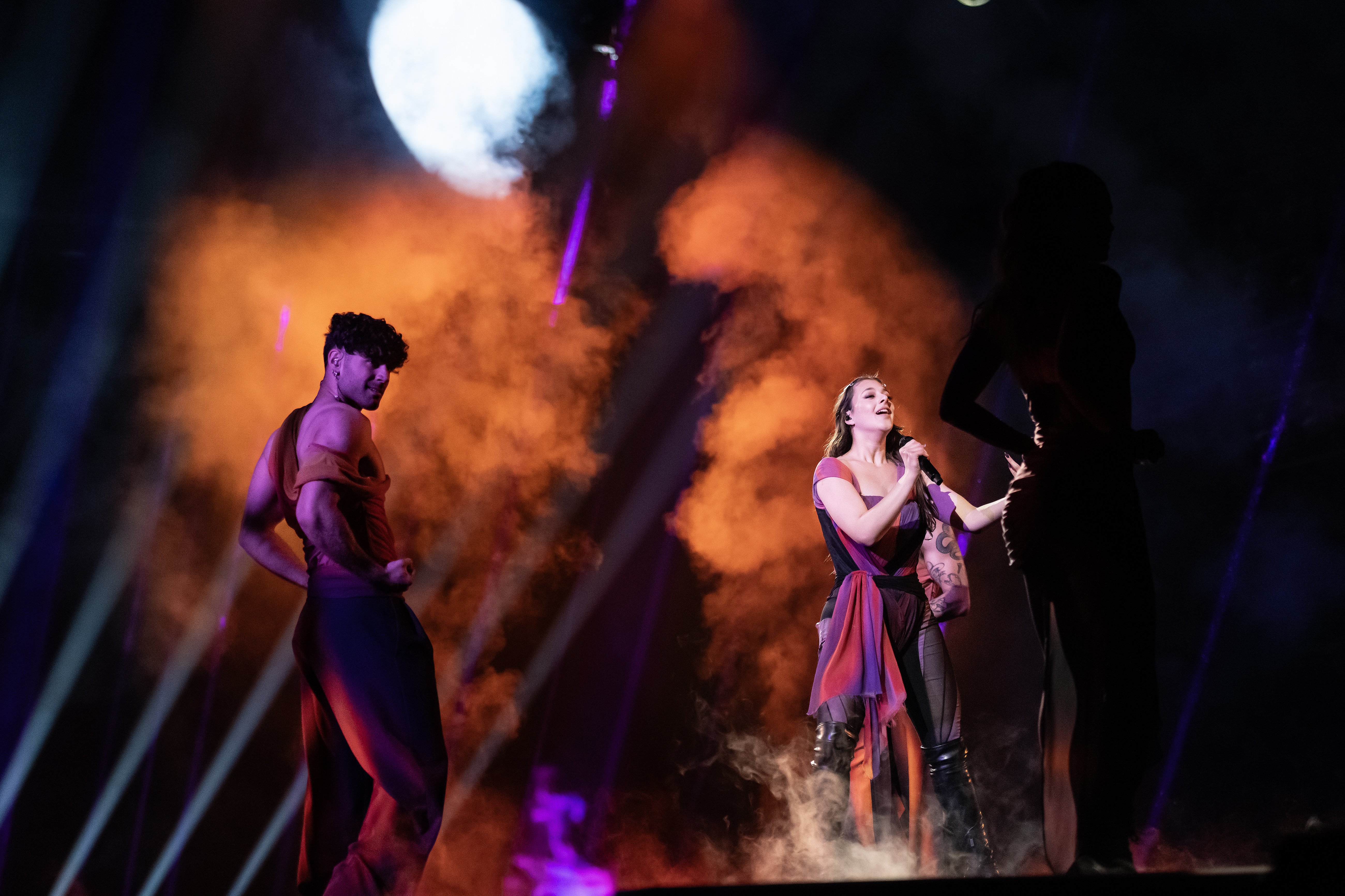
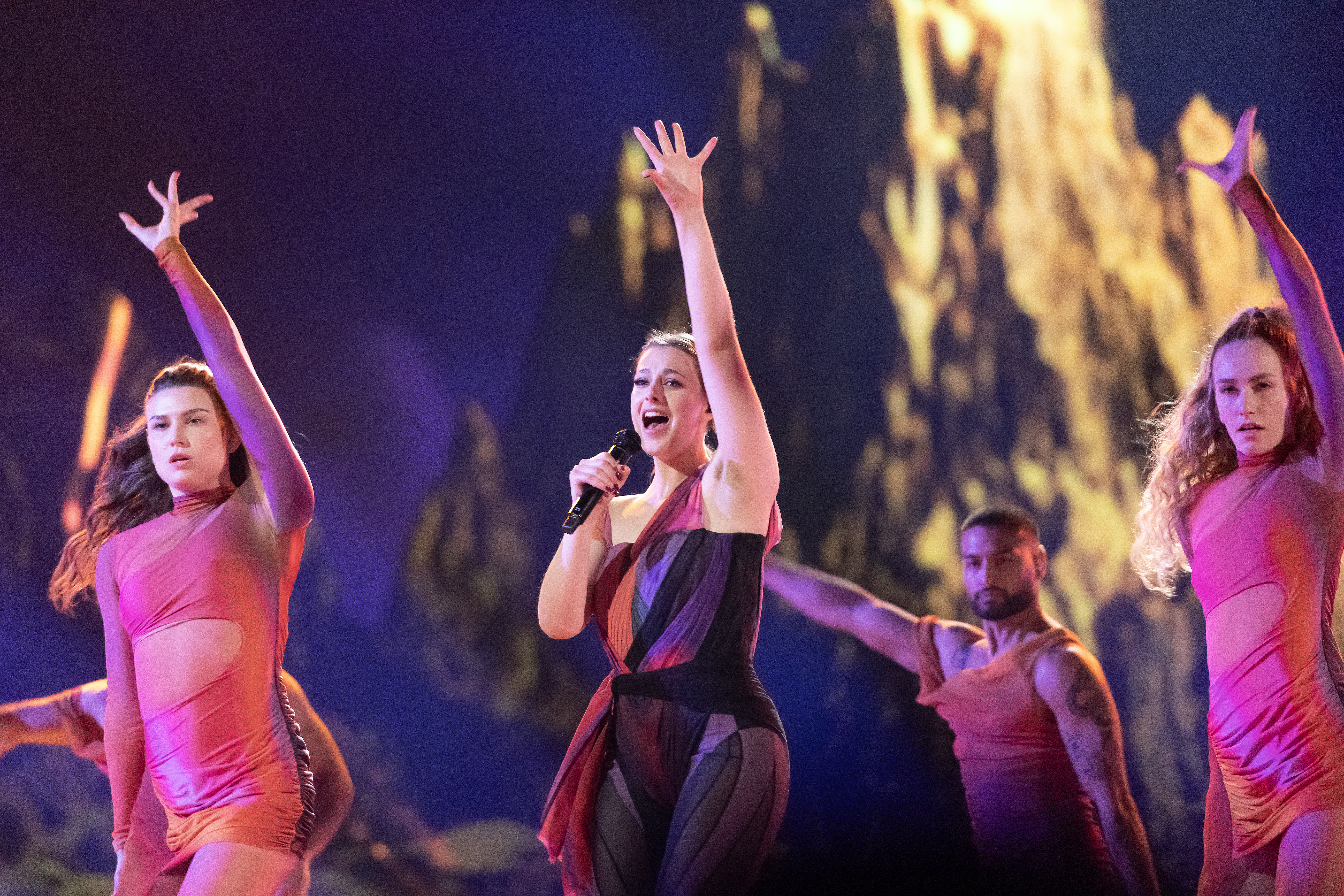
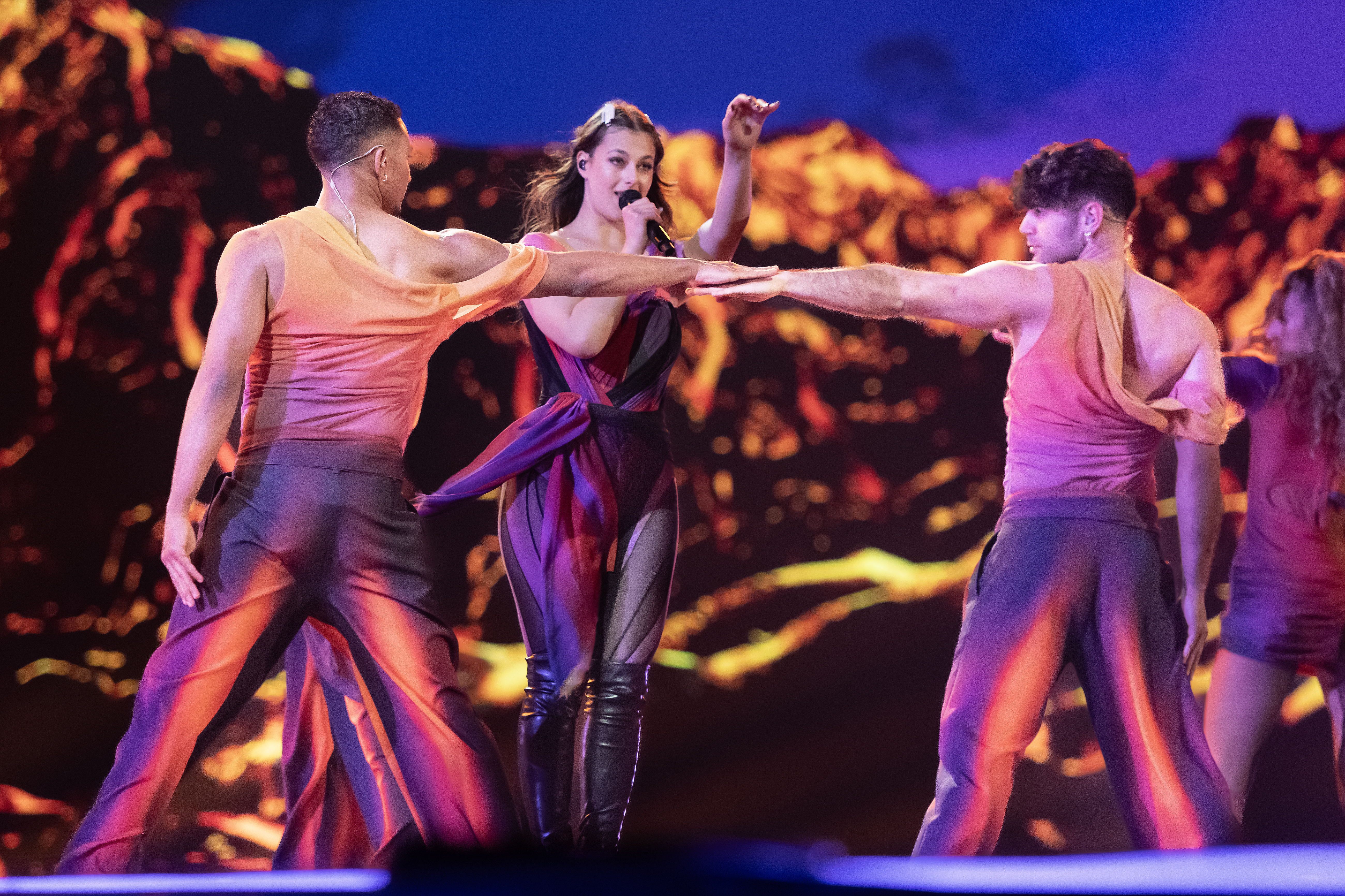
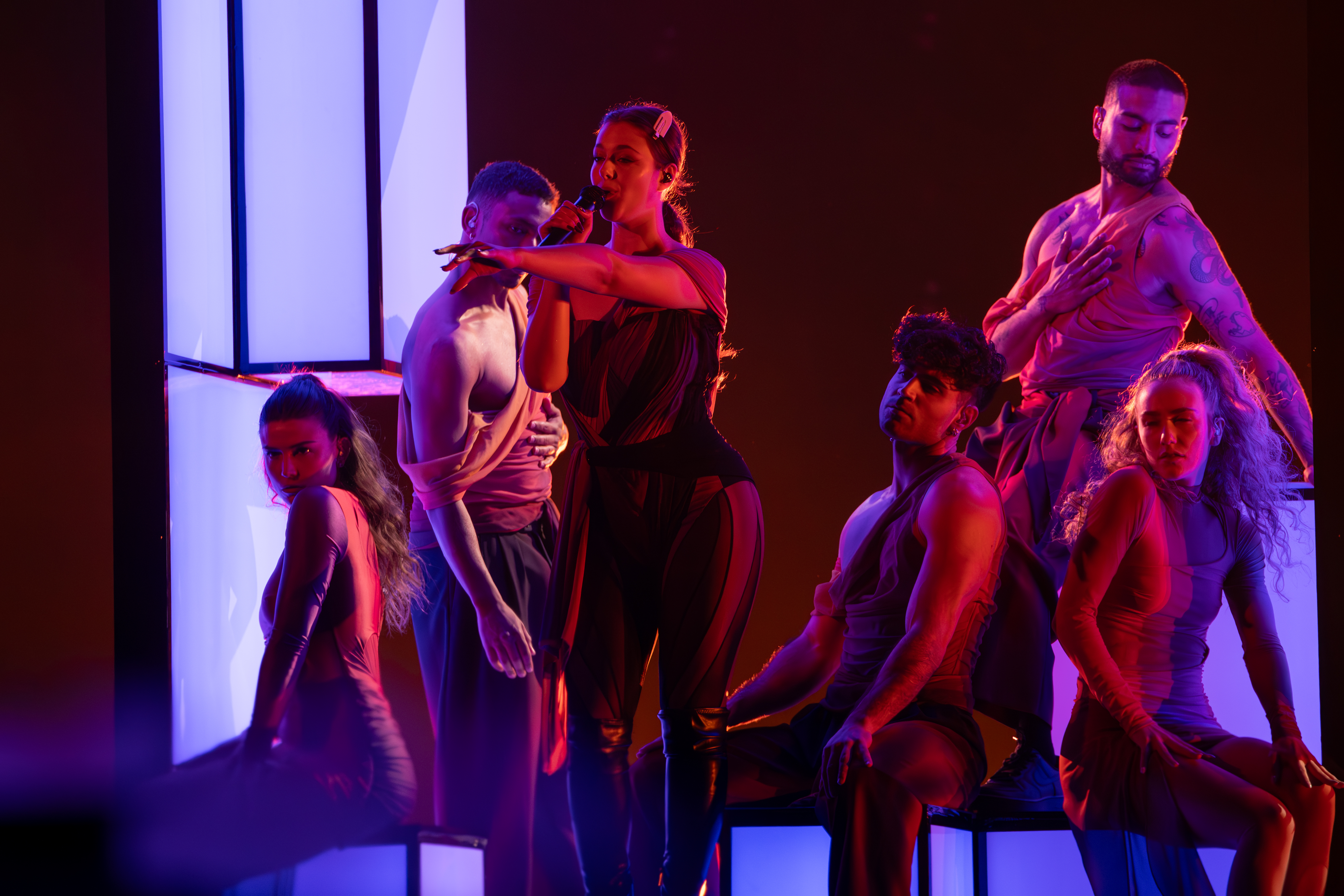
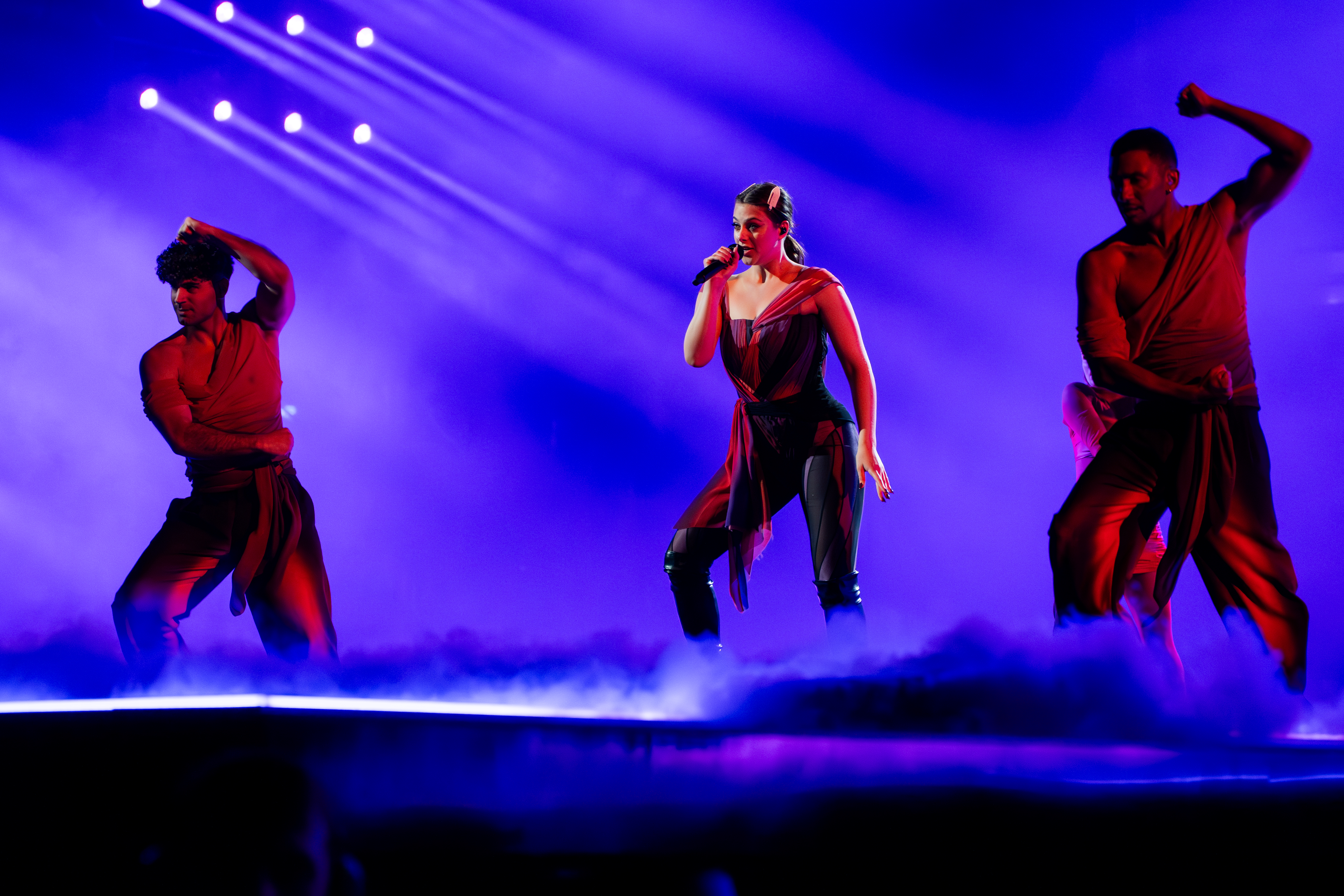
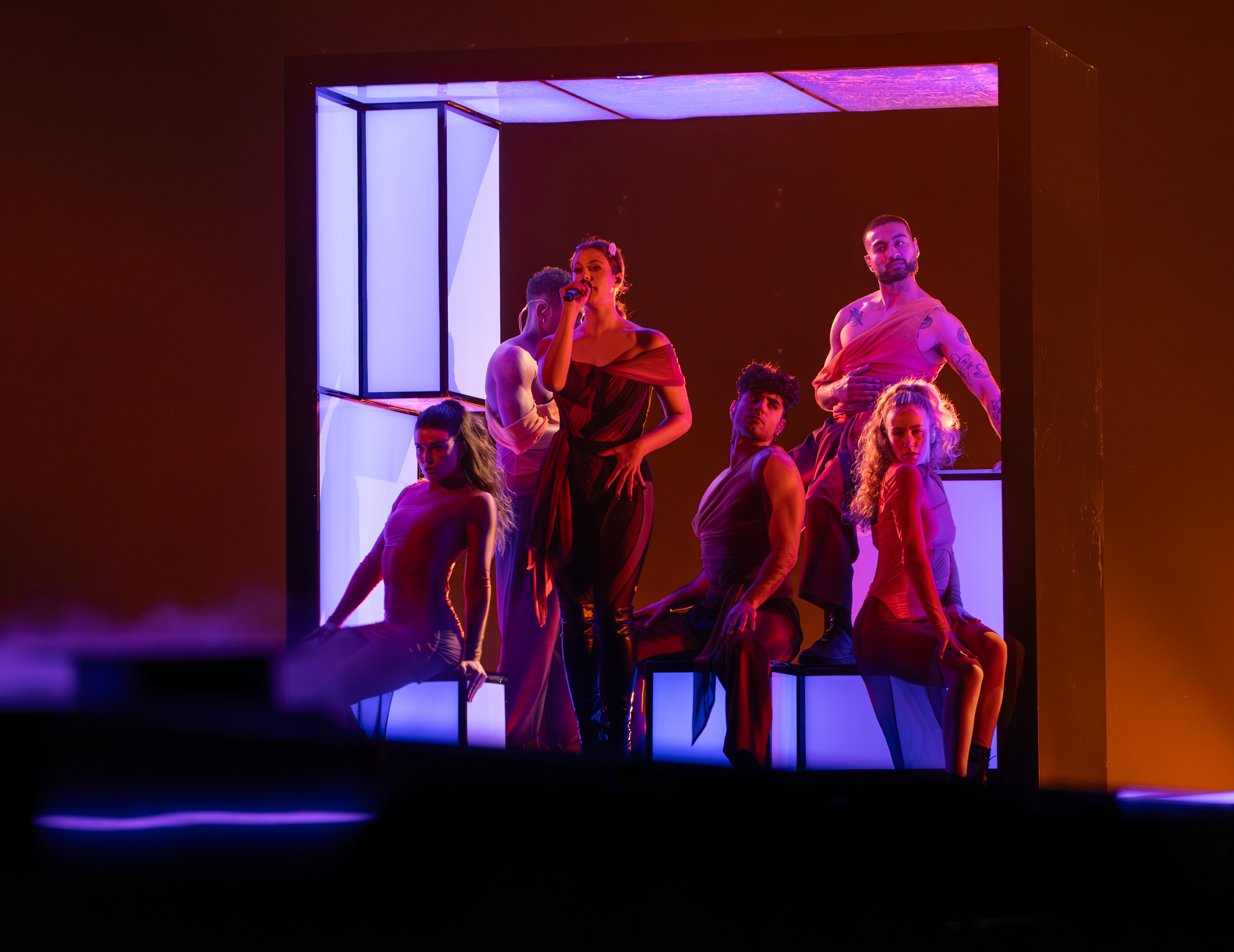
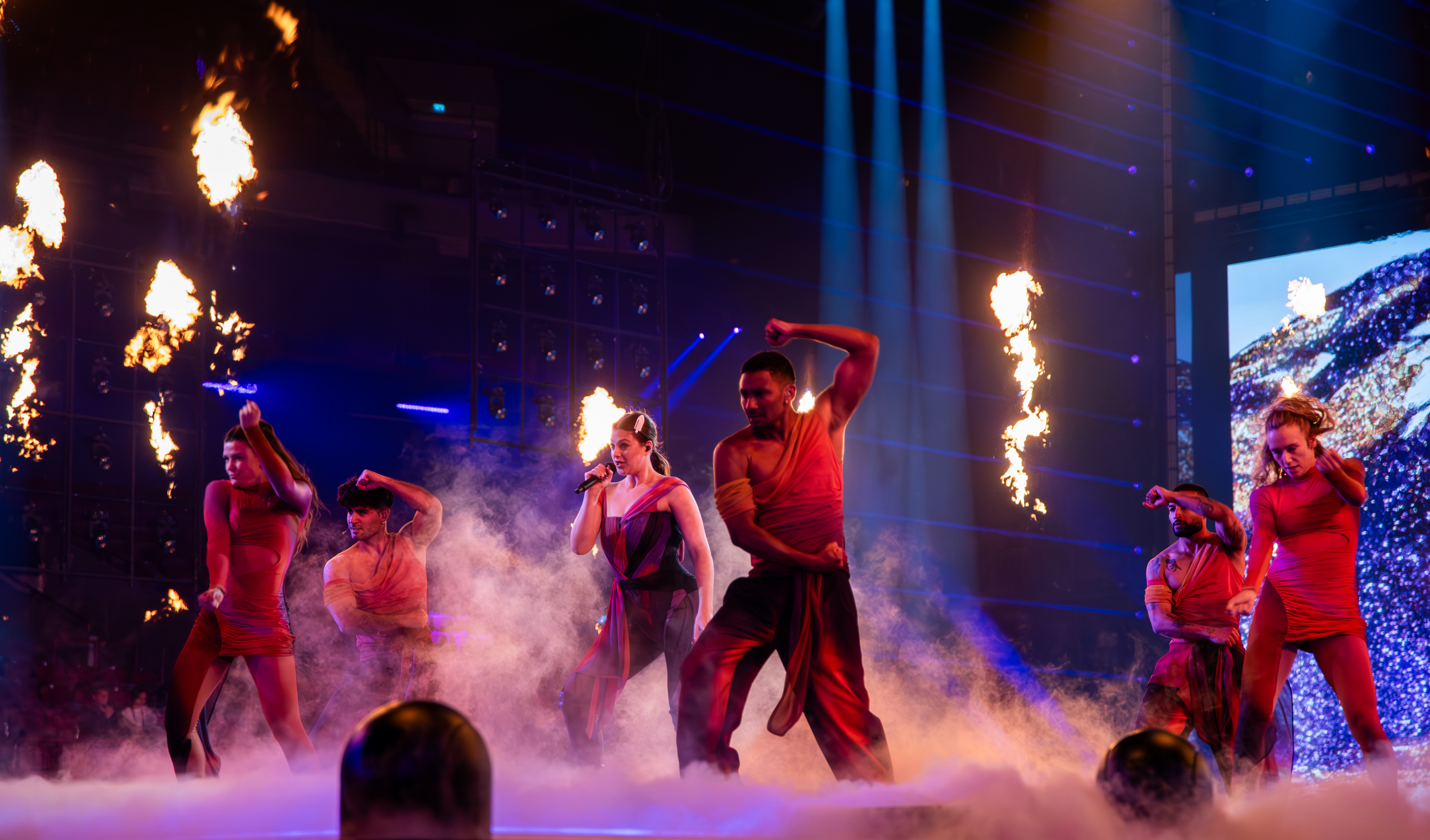
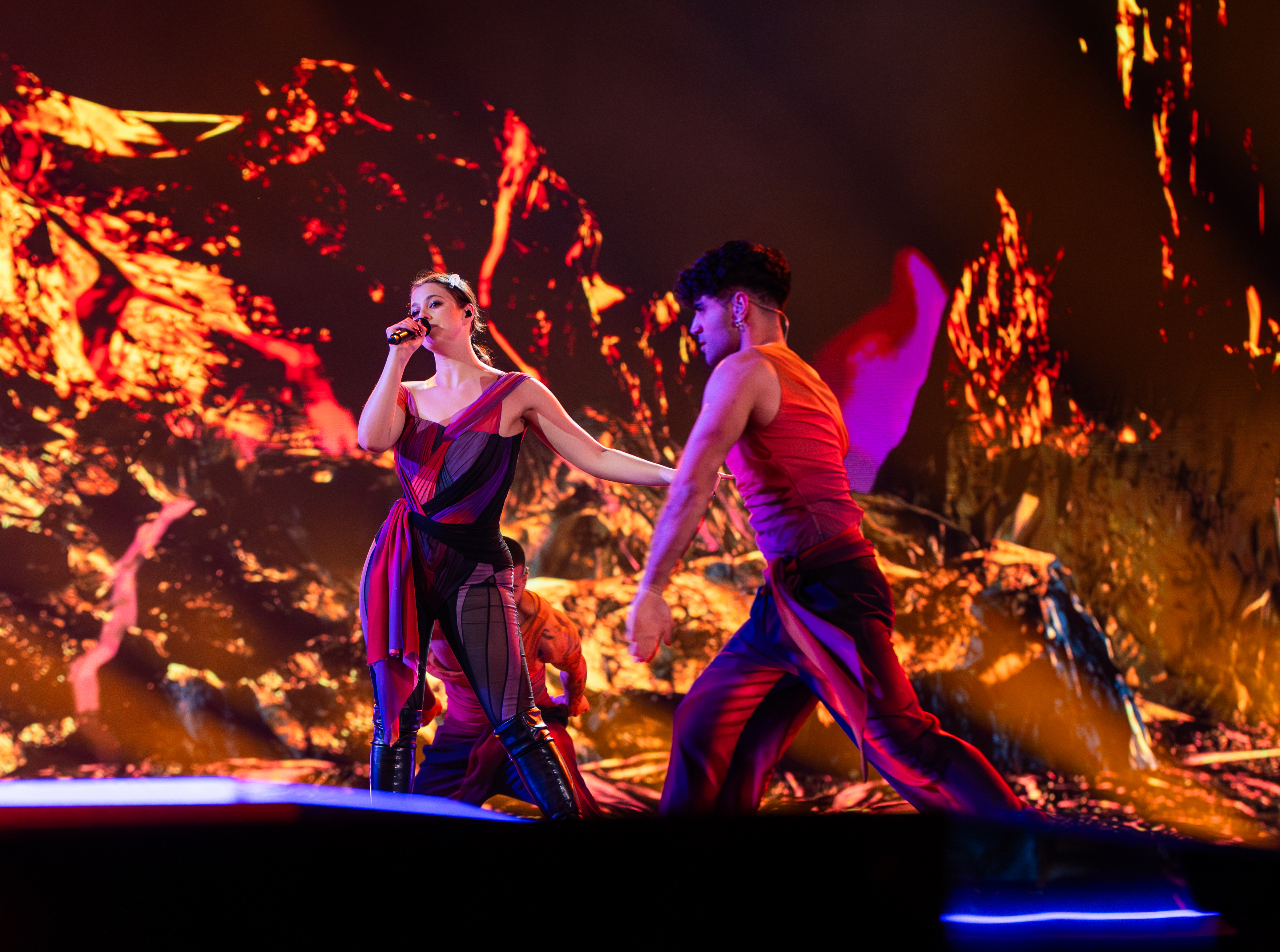
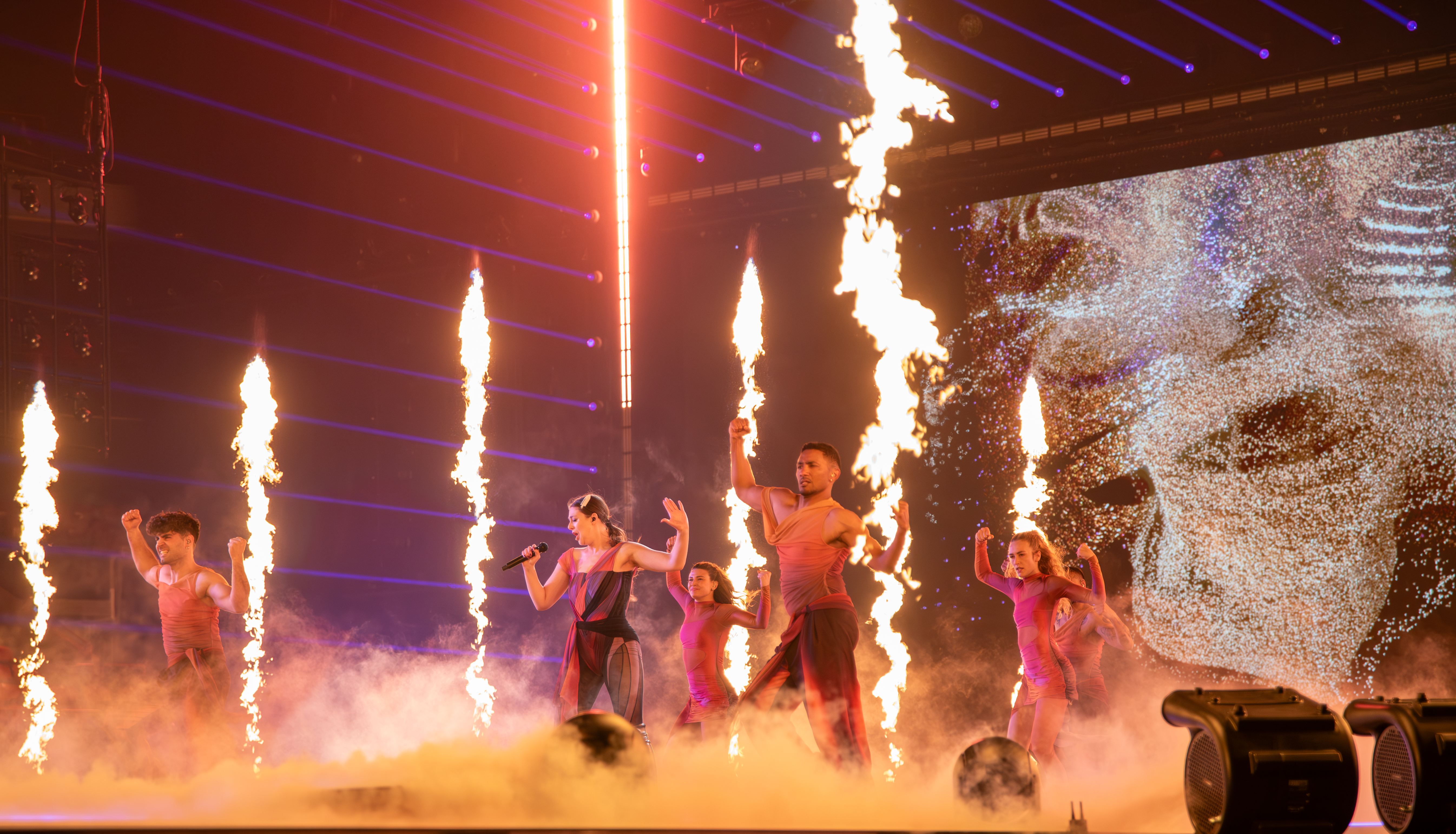
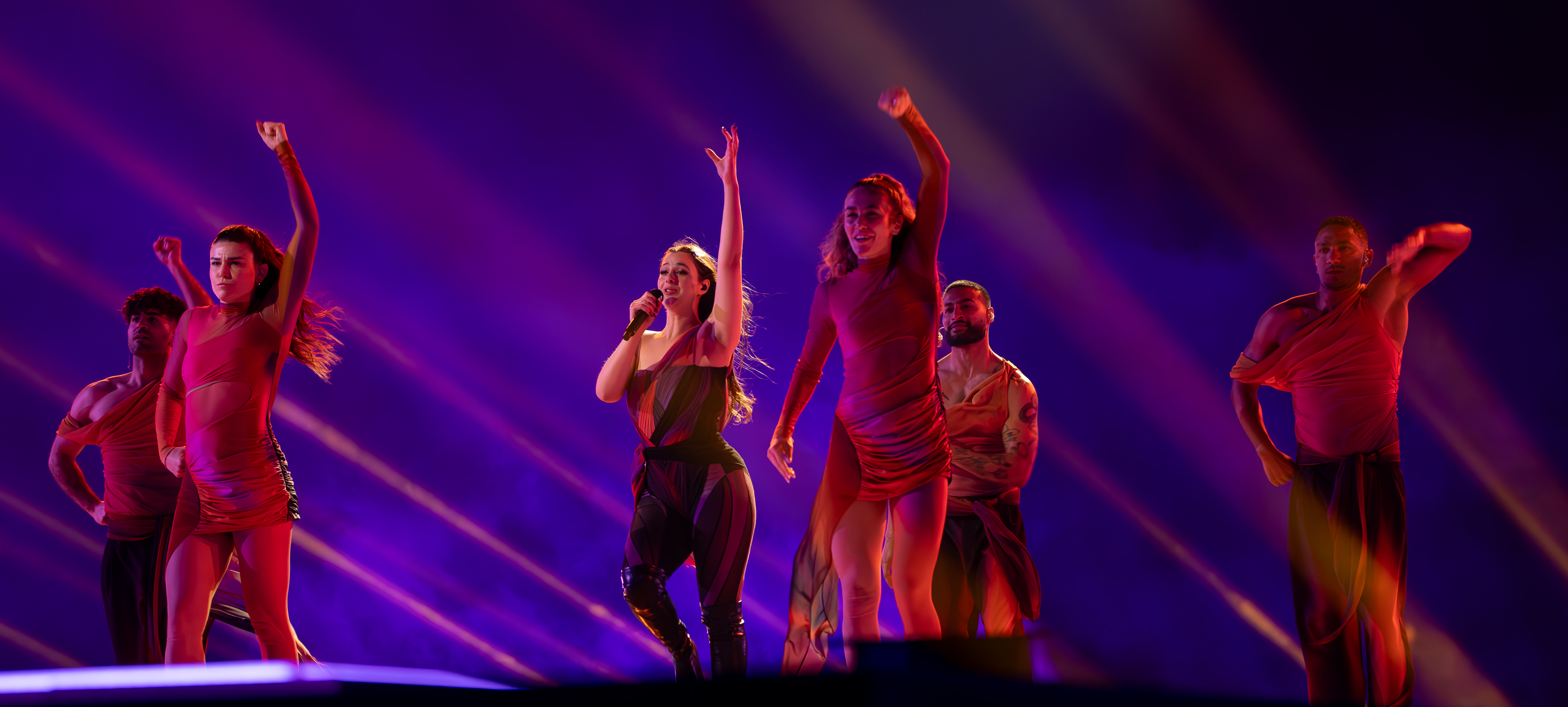

## Чарти
| Чарти                  | Найвища позиція |
| ---------------------- | --------------- |
| Люксембург (Billboard) | 11              |